# Baluarte

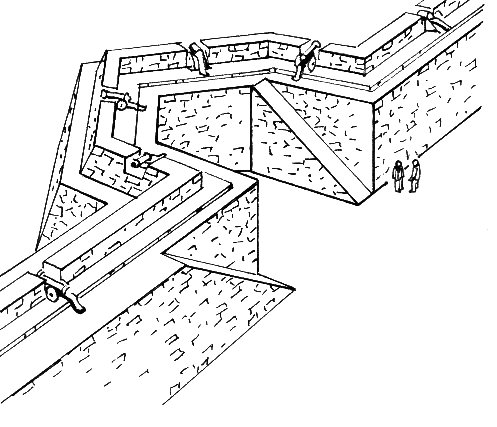
Dibujo de un baluarte vacío

El baluarte o bastión es un reducto fortificado que se proyecta hacia el exterior del cuerpo principal de una fortaleza, situado generalmente en las esquinas de los muros de cortina, como punto fuerte de la defensa contra el asalto de tropas enemigas.

## Forma y ángulos del baluarte
Puede tener la forma pentagonal y, en este caso, se compone de dos caras, que forman el ángulo saliente; dos flancos, que lo unen a la cortina; y la línea de gola por la cual se entra al baluarte. El diseño del bastión y el hecho de que sobresalga del cuerpo de la fortaleza permite cubrir los otros bastiones y los muros de cortina con fuego cruzado.
El ángulo que forman las dos caras se denomina ángulo del baluarte; el que forma la cara con el flanco, se llama espalda del baluarte; y la unión del flanco con la cortina, ángulo del flanco. La gola habitualmente es quebrada, compuesta por dos rectas que continúan la dirección de los muros cortina que defiende. Se denomina capital a la línea imaginaria que une los vértices del ángulo interior y el ángulo exterior: su medida da la extensión del baluarte.
El bastión era utilizado como plataforma de artillería, lo que obligaba al asaltante a situar sus baterías de artillería más lejos de los muros, disminuyendo de esta manera su efectividad.
El bastión fue desarrollado a finales del siglo XV en Italia como parte de la llamada traza italiana y se expandió por toda Europa a principios del siglo XVI. Su adopción es consecuencia de la ineficiencia de las fortificaciones tradicionales (altas y delgadas murallas) ante el cañón.

## Clasificación y tipos de baluarte

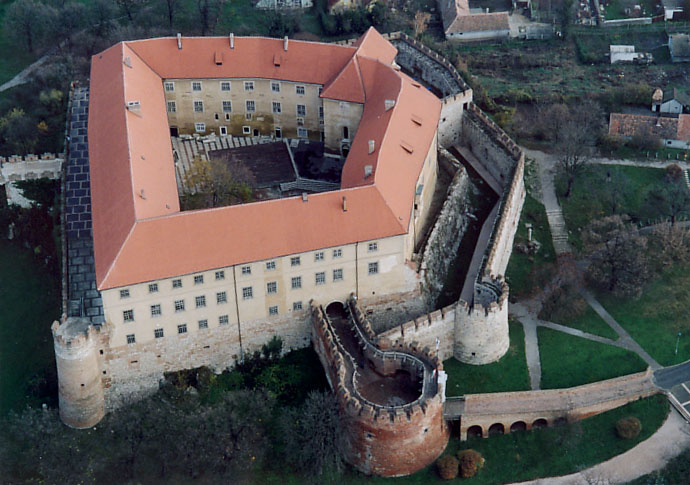
Vista área de los bastiones en el castillo de Siklós, Hungría.

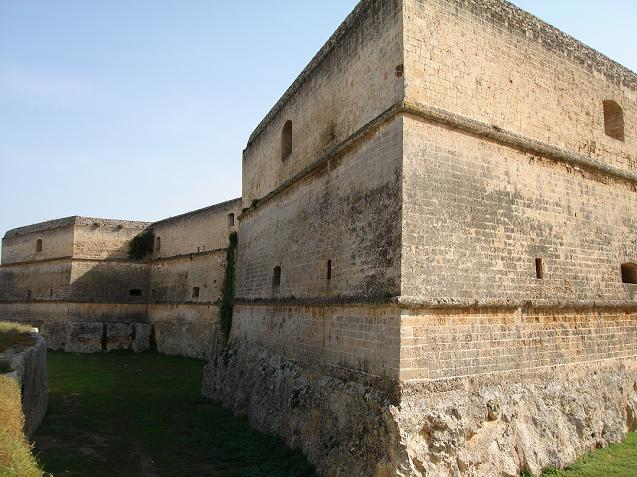
Uno de los bastiones en el castillo de Copertino en Italia.

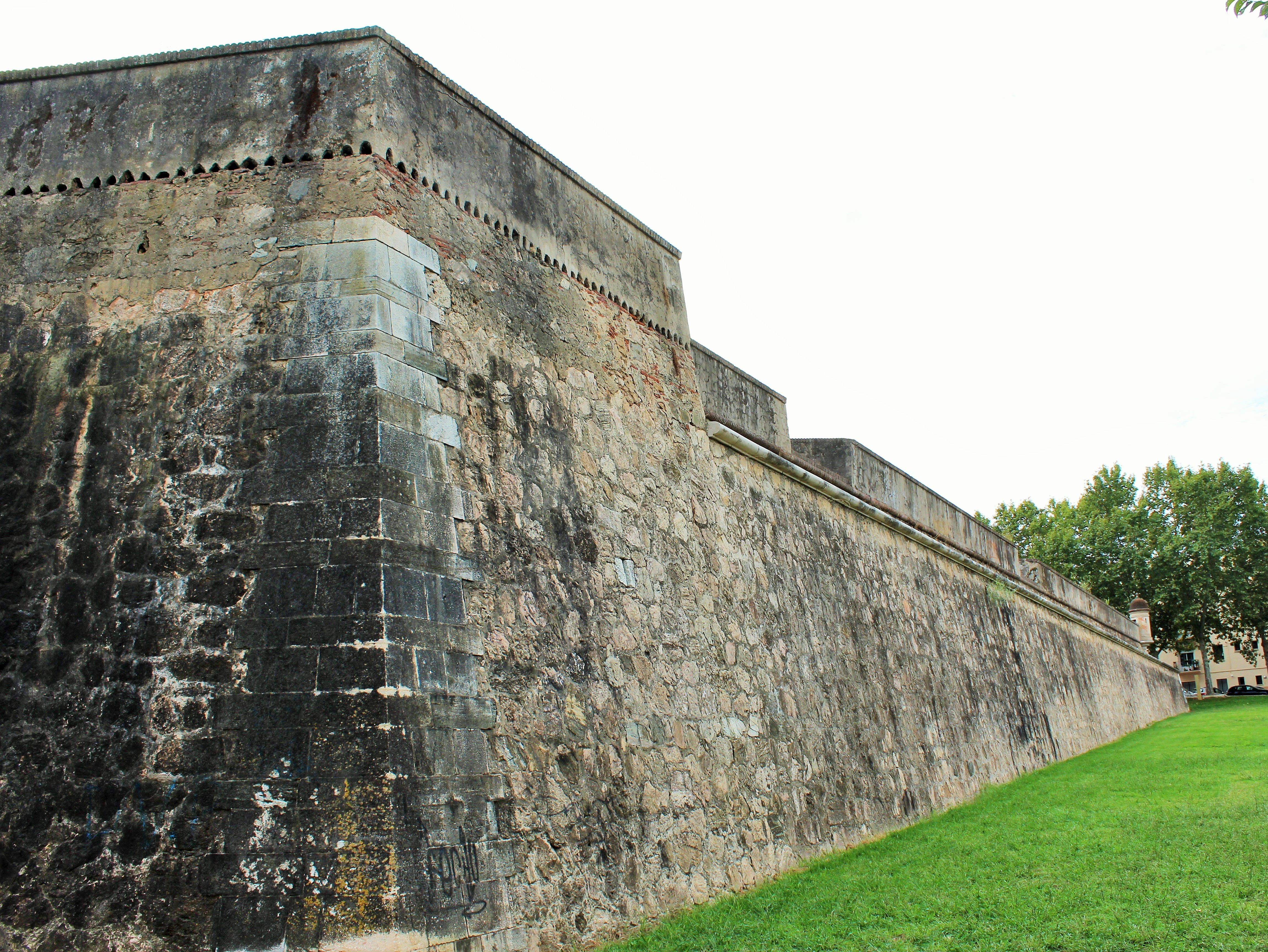
Lienzo del Baluarte de Santiago en el recinto abaluartado de Badajoz (España).

### Clasificación por su Ubicación
| Baluarte                | Descripción |
| ----------------------- | --- |
| Baluarte real           | El que se construye en las extremidades de los polígonos de ochenta a cien toesas porque, además de ser susceptible de muchos retrincheramientos y alojar un crecido número de tropas, puede resistir por su solidez a los esfuerzos de las minas y los ataques más vigorosos. |
| Baluarte pastel o plano | El que tiene medias golas en línea recta. Se sitúa habitualmente en el centro de una cortina, cuando la longitud de esta dificulta su defensa desde los baluartes situados en la esquina.                                                                                      |
| Baluarte destacado      | Reducto en forma de baluarte. |

### Clasificación por su Forma
| Baluarte             | Descripción |
| -------------------- | --- |
| Baluarte regular     | Aquel cuyas líneas y ángulos correspondientes son iguales entre sí.                                                   |
| Baluarte irregular   | El que carece de simetría.                                                                                            |
| Baluarte cortado     | El que tiene sustituido el ángulo flanqueado por uno o dos ángulos entrantes.                                         |
| Baluarte de orejones | Aquel cuyos ángulos retirados y convexos están cubiertos hacia el centro por la extremidad de la cara llamada orejón. |

### Clasificación por su Terraplén
| Baluarte       | Descripción                              |
| -------------- | ---------------------------------------- |
| Baluarte lleno | El que está terraplenado interiormente.  |
| Baluarte vacío | Aquel que no está terraplenado del todo. |